# Scala Dei

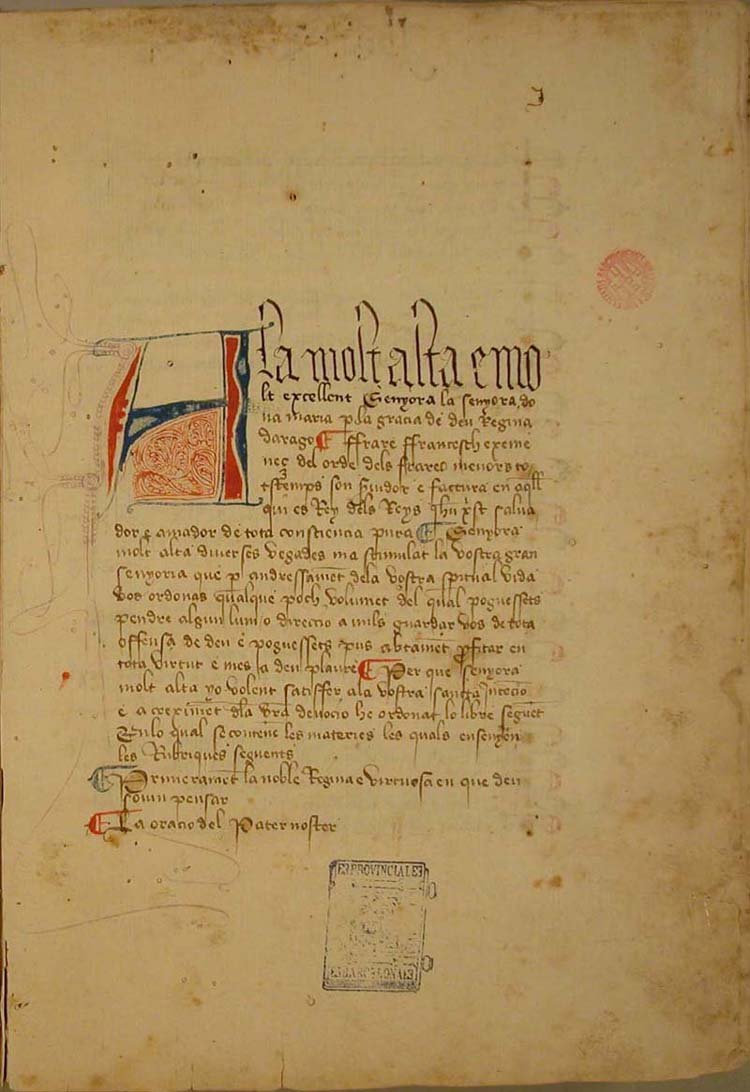
Widmungstext der Scala Dei im Manuskript 88, fol. 1r (Fons de reserva der Universitätsbibliothek Barcelona)

Die Scala Dei (Treppe zu Gott) ist ein literarisches Werk, das Francesc Eiximenis möglicherweise 1399 in Valencia auf Katalanisch verfasste. Sie wird auch Tractat de contemplació (Kontemplationstraktat) genannt. Das Buch war der Königin Maria de Luna der Krone von Aragonien, Frau des Königs Martin I. von Aragonien, gewidmet.

## Ursprung
Einige Teile des Llibre de les dones (besonders die Teile des Bußtraktats und des Kontemplationstraktats) wurden später von Eiximenis in dem der Königin Maria de Luna gewidmeten Werk übernommen und mit neuen Texten ergänzt, als ihr Mann Martin I. von Aragonien (und sie selbst) gekrönt wurde, wie Andreu Ivars gezeigt hat. Die Krönung des Königs hat am 13. April 1399 und die der Königin am 23. April 1399 stattgefunden.

## Inhalt
Das Buch, dessen Titel Scala Dei (Treppe zu Gott) ist, würde deshalb aus Teilen vom obengenannten Llibre de les dones bestehen. Verschiedene Teile dieses Buches werden abgeschrieben. Die Abschnitte 101 zu 274 werden aber zusammengefasst. Diese Abschnitte haben mit den theologischen Tugenden, den Kardinaltugenden, den zehn Geboten, den Todsünden und den Sinn zu tun. Professor Curt Wittlin hatte das bestätigt. Dieses Buch gilt als ein Gebetbuch. Diese Art Bücher verfügten über viel Erfolg am Ende des Spätmittelalters, besonders durch die Oberklassen.

## Digitale Ausgaben

### Handschriften
- Digitalisat des Manuskripts 88 der Bibliothek der Universität Barcelona in der Biblioteca Virtual Joan Lluís Vives (virtuelle Bibliothek Joan Lluís Vives). Die Handschrift stammt aus der Bibliothek der Kartause Escaladei. Für den Index der digitalisierten Seiten unten auf html/Llegir l'obra drücken.

Weitere Handschriften sind Ms. 92 der Nationalbibliothek in Madrid und Ms. 1.804 der Biblioteca de Catalunya. Eine weitere Handschrift aus Sankt Petersburg ist 1944 in Warschau verbrannt, aufgrund des Widmungsbildes möglicherweise das der Königin überreichte Exemplar.

### Inkunabel
- Von Diego de Gumiel gedruckte Inkunabel (Barcelona, 27. Oktober 1494). Digitalisat der Biblioteca de Catalunya (Memòria Digital de Catalunya).

### Moderne Ausgabe
- Scala Dei. Barcelona. PAM. 1985. Vor- und Nachwort von Curt Wittlin. Seine Abschrift des Manuskripts 92 der Biblioteca Nacional in Madrid ist die Grundlage der Übersetzung in moderne katalanische Sprache durch Elisabet Ràfols.